# Upside Down (песня A*Teens)
«Upside Down» — шестой сингл шведской группы A*Teens и первый сингл с её альбома «Teen Spirit».

## История
«Upside Down» стала первой собственной песней A*Teens — до этого группа исполняла исключительно кавер-версии песен ABBA. В конце 2000 года сингл был выпущен в странах Европы и Северной Америки. В Швеции он достиг 2-й строчки национального хит парада и получил статус дважды «платинового» (к апрелю 2001). Для Северной Америки он был переименован в «Bouncing Off The Ceiling (Upside Down)» — возможно, чтобы избежать путаницы с «Upside Down» Дайаны Росс. В США сингл занял 12-ю строчку Billboard Hot 100 Singles Sales и 93-ю строчку Billboard Hot 100.
«Upside Down» оказался самым успешным синглом A*Teens в Великобритании — в день релиза там было продано 3711 копий, что позволило ему войти в первую десятку британского хит-парада.
Видеоклип на песню был снят в середине октября 2000 года в Лос-Анджелесе (режиссёр — Патрик Кили), его премьера состоялась 13 ноября. Согласно Йенсу Эрикссону, контролировавшему съёмки со стороны Stockholm Records, на тот момент «Upside Down» был, возможно, самым дорогим видеоклипом в истории шведской музыкальной индустрии. Существует официальный 6-минутный видеоролик, посвящённый процессу съёмок клипа.
Макс Раабе исполнил кавер-версию «Upside Down» с традиционной для его каверов оригинальной аранжировкой.

## Список композиций
Европейский макси-сингл
1. «Upside Down» — 3:14
2. «Upside Down» (Grizzly/Tysper Radio Remix) — 3:50
3. «Upside Down» (Grizzly/Tysper Extended Remix) — 4:46
4. «Upside Down» (JS16 Remix) — 6:34

## Хит-парады
| Страна         | Позиция |
| -------------- | ------- |
| Австрия        | 34      |
| Бельгия        | 28      |
| Великобритания | 10      |
| Германия       | 10      |
| Нидерланды     | 28      |
| Швейцария      | 7       |
| Швеция         | 2       |